# Мониторинг общественного мнения: экономические и социальные перемены
«Мониторинг общественного мнения: экономические и социальные перемены» — международный научный социологический журнал. Издается Всероссийским центром изучения общественного мнения (ВЦИОМ) с 1993 года, ISSN 2219-5467. Выходит 6 раз в год. Включен в Scopus  и RSCI. С конца 2018 года переехал на сайт https://monitoringjournal.ru

## Описание
Журнал издается с 1993 года, выходит 6 раз в год, объём — 100 страниц, (170x240 мм). С 2009 года — в открытом доступе (как архив, так и свежие номера). Готовится как ведущими специалистами ВЦИОМ, так и сотрудниками других социологических центров России и стран СНГ.
Содержит аналитические статьи, динамику основных социально-экономических показателей, открытые дискуссии по выходящим в российских и зарубежных научных изданиях публикациям, регулярный дайджест еженедельных опросов общественного мнения ВЦИОМ (с таблицами распределения данных по группам населения) и т. п.
Журнал получил своё название вслед за программой «Мониторинг социально-экономических перемен», разработанной под руководством академика Татьяны Заславской. В 2003 году, после того как прежний исследовательский коллектив ВЦИОМ, создавший и издававший журнал с 1993 года, перешёл работать в Левада-Центр, а ФАС РФ запретила им использовать прежнее название, был создан журнал «Вестник общественного мнения», продолжающий традиции «Мониторинга» 1993—2003 годов, редактором которого была сначала Татьяна Заславская, а затем Юрий Левада. Ежегодно с 2012 г. выпускается «Мониторинг-Альманах» — печатный сборник наиболее интересных статей года; распространяется бесплатно.

## Редколлегия
В редколлегии «Мониторинга» — ведущие отечественные и зарубежные социологи, среди которых — сотрудники как научных учреждений, так и социологи-практики из российских и зарубежных социологических центров: WAPOR, НИУ ВШЭ, Центр социального прогнозирования и др. Главный редактор — Валерий Фёдоров.